# جاده ریمور
جاده ریمور (انگلیسی: Raymore Drive) خیابانی عمدتاً مسکونی در محله وستون (تورنتو) در استان انتاریو کانادا است. از کنار رود هامبر (تورنتو) می‌گذرد. در ۱۵ اکتبر ۱۹۵۴، این منطقه به شدت تحت تأثیر طوفان هازل قرار گرفت. هنگامی که رودخانه هامبر سواحل خود را در هم شکست و یک پل پیاده‌رو را ویران کرد، آب‌های هامبر به اطراف رود سرازیر شدند. سیل ۳۵ نفر از ساکنان را کشته و ۳۹ درصد از خیابان را در آب غرق کرد. بخش از بین رفته جاده ریمور هرگز بازسازی نشد، زیرا توسعه منطقه مسکونی در آن منطقه ممنوع شده‌است. اکنون جاده ریمور بخشی از پارک ریمور است.